# Protesterna i Polen 1970

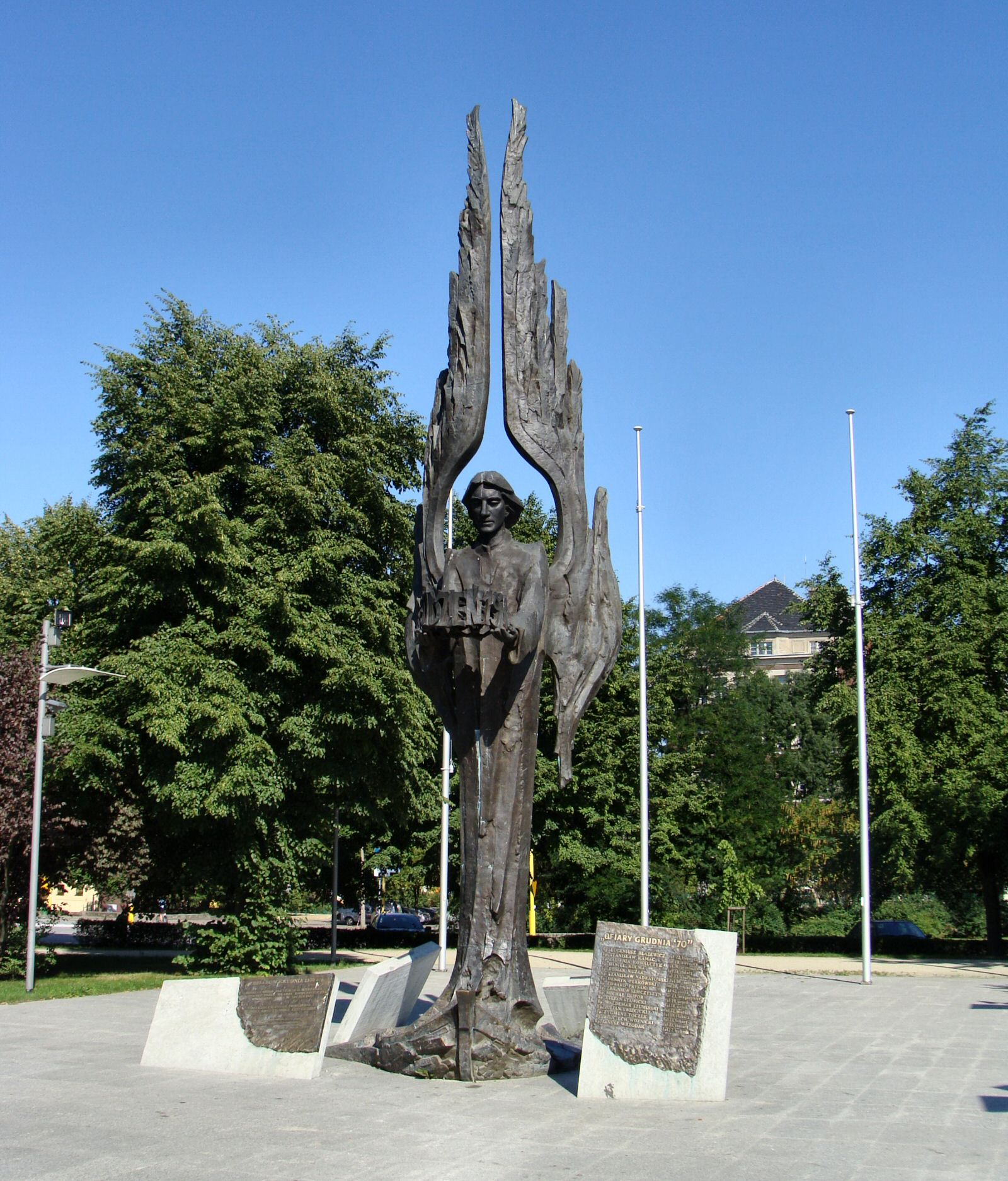
"Frihetsängeln" av konstnären Czesław Dźwigaj, ett minnesmärke i Szczecin tillägnat de dödade demonstranterna

Protesterna i Polen (polska: Grudzień 1970) ägde rum i norra Polen i december 1970. De utlöstes av höjda priser på mat och vardagsvaror. I upploppen, som slogs ned av Polens folkarmé och medborgarmilisen, dödades 45 personer och  1165 skadades.

### Fotnoter
1. ↑  Michael Winiarski (11 februari 2016). ”Lech Walesa om sitt livsverk”. Dagens nyheter. http://fokus.dn.se/walesa/. Läst 10 januari 2017.